# Jacques Fleury (Librettist)
Jacques Fleury (* 1730; † 1775) war ein französischer Schriftsteller, Librettist und Komponist.
Fleury arbeitete als Advokat für das städtische Parlament von Paris. Er veröffentlichte zwei Gedichtsammlungen: Chansons maçonnes, Paris 1760 und Les Folies, ou poésies diverses de M. Fl.****, Avignon 1761. Mit Ignace Hugary de Lamarche-Courmont gab er die Zeitschrift Le Littérateur impartial heraus. Als Librettist und Komponist wirkte er an mehreren Opern mit, darunter Le Miroir magique, La Mort du Goret, Le Rossignol (mit Gabriel-Charles Lattaignant) und Le Bouquet du roi (mit Jean-Joseph Vadé). Auch war er Verfasser der Burleske La Mort de Goret  (1753).

## Einzelnachweis
1. ↑  Fleury. Abgerufen am 23. Februar 2023.

| Personendaten    | Personendaten                                          |
| ---------------- | ------------------------------------------------------ |
| NAME             | Fleury, Jacques                                        |
| KURZBESCHREIBUNG | französischer Schriftsteller, Librettist und Komponist |
| GEBURTSDATUM     | 1730                                                   |
| STERBEDATUM      | 1775                                                   |